# Edmond Van Brabandt
Edmond Jean Victorin Van Brabandt (Kruishoutem, 1 februari 1837 - Gent, 12 december 1905) was een Belgisch volksvertegenwoordiger.

## Levensloop
Van Brabandt was een zoon van de advocaat en notaris Hermes Van Brabandt en van Renilde Vyvens. Hij bleef vrijgezel. Hij promoveerde tot doctor in de rechten (1860) aan de Katholieke Universiteit Leuven en vestigde zich als advocaat aan de balie van Gent.
Hij werd provincieraadslid en was bestendig afgevaardigde voor Oost-Vlaanderen van 1870 tot 1878.
In 1878 werd hij verkozen tot katholiek volksvertegenwoordiger voor het arrondissement Oudenaarde en vervulde dit mandaat tot in 1886.